# Ahigal de Villarino
Ahigal de Villarino és un municipi de la província de Salamanca a la comunitat autònoma de Castella i Lleó.

## Demografia
| 1991 | 1996 | 2001 |
| ---- | ---- | ---- |
| 49   | 43   | 42   |